# Campionat de França de rugbi Pro D2 2015-2016
El Campionat de França de rugbi Pro D2 2015-2016 on el vigent campió és la Section Paloise que està jugant al Top-14 aquest any, s'inicià el 20 d'agost del 2015.

## Resultats

### Fase preliminar
| Clubs                    | SCA     | SACA    | AB      | ASBH    | BO      | CSBJ    | U SC    | USCO    | USDR    | LOU     | SM      | USM     | RCNM    | USAP    | PR      | TPR     |
| ------------------------ | ------- | ------- | ------- | ------- | ------- | ------- | ------- | ------- | ------- | ------- | ------- | ------- | ------- | ------- | ------- | ------- |
| SC Albi                  |         | 30 – 17 | 23 – 28 | 16 – 16 | 30 – 13 | 17 – 41 | 37 – 15 | 18 – 17 | 33 – 14 | 19 – 28 | 19 – 27 | 10 – 16 | 26 – 10 | 23 – 19 | 23 – 19 | 37 – 36 |
| Stade aurillacois        | 15 – 13 |         | 23 – 10 | 24 – 10 | 24 – 16 | 44 – 20 | 42 – 14 | 40 – 10 | 29 – 15 | 23 – 21 | 29 – 15 | 18 – 15 | 45 – 7  | 19 – 6  | 30 – 17 | 39 – 14 |
| Aviron Bayonnais         | 48 – 26 | 13 – 12 |         | 44 – 15 | 32 – 25 | 36 – 14 | 14 – 9  | 16 – 15 | 17 – 13 | 11 – 15 | 23 – 17 | 27 – 9  | 28 – 21 | 17 – 14 | 23 – 18 | 28 – 10 |
| AS Béziers Hérault       | 27 – 8  | 54 – 40 | 36 – 12 |         | 25 – 26 | 46 – 0  | 54 – 15 | 26 – 17 | 24 – 35 | 23 – 28 | 36 – 23 | 38 – 17 | 18 – 13 | 27 – 22 | 23 – 12 | 24 – 19 |
| Biarritz Olympique       | 9 – 20  | 25 – 28 | 13 – 16 | 21 – 15 |         | 26 – 25 | 44 – 16 | 26 – 3  | 28 – 13 | 16 – 19 | 44 – 8  | 38 – 23 | 25 – 20 | 27 – 21 | 32 – 28 | 20 – 10 |
| CS Bourgoin-Jallieu      | 19 – 22 | 25 – 22 | 18 – 20 | 19 – 22 | 21 – 14 |         | 28 – 6  | 29 – 12 | 34 – 13 | 13 – 17 | 27 – 10 | 27 – 20 | 23 – 7  | 16 – 20 | 33 – 12 | 50 – 19 |
| U S Carcassonnaise       | 12 – 13 | 24 – 3  | 22 – 32 | 18 – 17 | 32 – 27 | 15 – 13 |         | 15 – 22 | 30 – 20 | 26 – 38 | 22 – 12 | 21 – 17 | 26 – 20 | 9 – 38  | 13 – 3  | 6 – 9   |
| US Colomiers             | 26 – 16 | 21 – 3  | 28 – 28 | 10 – 14 | 20 – 19 | 42 – 0  | 31 – 9  |         | 29 – 9  | 27 – 16 | 12 – 12 | 25 – 20 | 19 – 16 | 41 – 16 | 27 – 19 | 19 – 16 |
| US Dax Rugby             | 12 – 12 | 26 – 18 | 31 – 28 | 18 – 20 | 10 – 15 | 25 – 13 | 15 – 20 | 6 – 29  |         | 26 – 33 | 16 – 40 | 21 – 17 | 21 – 16 | 20 – 7  | 26 – 19 | 15 – 20 |
| Lyon OL U                | 34 – 17 | 38 – 3  | 29 – 27 | 38 – 17 | 61 – 31 | 30 – 19 | 47 – 11 | 45 – 7  | 42 – 7  |         | 40 – 15 | 44 – 14 | 36 – 10 | 40 – 19 | 36 – 12 | 46 – 6  |
| Stade montois            | 27 – 9  | 36 – 18 | 38 – 15 | 41 – 12 | 23 – 17 | 26 – 15 | 39 – 10 | 33 – 20 | 26 – 10 | 18 – 22 |         | 16 – 13 | 17 – 11 | 27 – 22 | 20 – 18 | 21 – 19 |
| US Montauban             | 20 – 9  | 5 – 31  | 29 – 3  | 13 – 22 | 20 – 9  | 14 – 9  | 12 – 3  | 20 – 23 | 20 – 26 | 17 – 23 | 16 – 14 |         | 34 – 20 | 28 – 25 | 20 – 10 | 35 – 24 |
| RC Narbonne Méditerranée | 29 – 21 | 32 – 30 | 20 – 27 | 30 – 21 | 20 – 26 | 18 – 13 | 15 – 12 | 34 – 6  | 20 – 12 | 21 – 20 | 22 – 12 | 26 – 24 |         | 41 – 8  | 36 – 18 | 19 – 22 |
| USA Perpinyà             | 18 – 13 | 34 – 19 | 23 – 10 | 47 – 13 | 29 – 18 | 25 – 6  | 44 – 14 | 23 – 23 | 36 – 28 | 20 – 16 | 14 – 9  | 13 – 20 | 28 – 10 |         | 31 – 17 | 21 – 16 |
| Provence rugby           | 19 – 15 | 30 – 16 | 17 – 15 | 17 – 31 | 22 – 11 | 29 – 6  | 17 – 16 | 15 – 22 | 23 – 29 | 8 – 60  | 18 – 20 | 29 – 27 | 19 – 18 | 30 – 21 |         | 24 – 8  |
| Tarbes Pyrénées Rugby    | 12 – 16 | 17 – 20 | 19 – 10 | 19 – 10 | 22 – 13 | 13 – 19 | 22 – 23 | 31 – 26 | 15 – 6  | 10 – 9  | 33 – 13 | 20 – 15 | 16 – 20 | 18 – 16 | 28 – 10 |         |

### Classificació
| Classificació general de la Pro D2 | Classificació general de la Pro D2 | Classificació general de la Pro D2 | Classificació general de la Pro D2 | Classificació general de la Pro D2 | Classificació general de la Pro D2 | Classificació general de la Pro D2 | Classificació general de la Pro D2 | Classificació general de la Pro D2 | Classificació general de la Pro D2 | Classificació general de la Pro D2 | Classificació general de la Pro D2 | Classificació general de la Pro D2 | Classificació general de la Pro D2 | Classificació general de la Pro D2 |
| Class.                             | Clubs                              | Pts                                | J                                  | G                                  | E                                  | P                                  | B0                                 | BD                                 | pf                                 | pc                                 | p±                                 | af                                 | ac                                 | a±                                 |
| ---------------------------------- | ---------------------------------- | ---------------------------------- | ---------------------------------- | ---------------------------------- | ---------------------------------- | ---------------------------------- | ---------------------------------- | ---------------------------------- | ---------------------------------- | ---------------------------------- | ---------------------------------- | ---------------------------------- | ---------------------------------- | ---------------------------------- |
| 1.                                 | Lyon OL U                          | 117                                | 30                                 | 25                                 | 0                                  | 5                                  | 13                                 | 4                                  | 971                                | 493                                | 478                                | 108                                | 44                                 | 64                                 |
| 2.                                 | Aviron Bayonnais                   | 86                                 | 30                                 | 19                                 | 1                                  | 10                                 | 4                                  | 4                                  | 658                                | 602                                | 56                                 | 72                                 | 57                                 | 15                                 |
| 3.                                 | Stade aurillacois                  | 81                                 | 30                                 | 18                                 | 0                                  | 12                                 | 6                                  | 3                                  | 724                                | 613                                | 111                                | 70                                 | 66                                 | 4                                  |
| 4.                                 | Stade Montois                      | 78                                 | 30                                 | 17                                 | 1                                  | 12                                 | 5                                  | 3                                  | 655                                | 611                                | 44                                 | 62                                 | 52                                 | 13                                 |
| 5.                                 | US Colomiers                       | 78                                 | 30                                 | 16                                 | 3                                  | 11                                 | 4                                  | 4                                  | 629                                | 590                                | 39                                 | 54                                 | 48                                 | 6                                  |
| 6.                                 | AS Béziers Hérault                 | 77                                 | 30                                 | 17                                 | 1                                  | 12                                 | 4                                  | 3                                  | 745                                | 662                                | 83                                 | 84                                 | 65                                 | 19                                 |
| 7.                                 | USA Perpinyà                       | 73                                 | 30                                 | 15                                 | 1                                  | 14                                 | 5                                  | 6                                  | 676                                | 615                                | 61                                 | 58                                 | 64                                 | -6                                 |
| 8.                                 | Biarritz olympique Pays Basque     | 64                                 | 30                                 | 14                                 | 0                                  | 16                                 | 3                                  | 5                                  | 674                                | 656                                | 18                                 | 71                                 | 67                                 | 4                                  |
| 9.                                 | CS Bourgoin-Jallieu                | 62                                 | 30                                 | 12                                 | 0                                  | 18                                 | 5                                  | 9                                  | 595                                | 642                                | -47                                | 63                                 | 73                                 | -10                                |
| 10.                                | SC Albi                            | 62                                 | 30                                 | 13                                 | 2                                  | 15                                 | 2                                  | 4                                  | 591                                | 643                                | -52                                | 58                                 | 60                                 | -2                                 |
| 11.                                | RC Narbonne Méditerranée           | 60                                 | 30                                 | 13                                 | 0                                  | 17                                 | 2                                  | 6                                  | 602                                | 653                                | -51                                | 52                                 | 62                                 | -10                                |
| 12.                                | US Montauban                       | 58                                 | 30                                 | 12                                 | 0                                  | 18                                 | 1                                  | 9                                  | 570                                | 624                                | -54                                | 61                                 | 60                                 | 1                                  |
| 13.                                | Tarbes Pyrénées rugby              | 53                                 | 30                                 | 13                                 | 0                                  | 17                                 | 0                                  | 9                                  | 543                                | 630                                | -87                                | 46                                 | 59                                 | -13                                |
| 14.                                | U S Carcassonnaise                 | 49                                 | 30                                 | 11                                 | 0                                  | 19                                 | 0                                  | 5                                  | 484                                | 741                                | -257                               | 35                                 | 70                                 | -35                                |
| 15.                                | US Dax Rugby                       | 48                                 | 30                                 | 10                                 | 1                                  | 19                                 | 1                                  | 5                                  | 538                                | 713                                | -175                               | 50                                 | 69                                 | -22                                |
| 16.                                | Provence rugby                     | 46                                 | 30                                 | 10                                 | 0                                  | 20                                 | 1                                  | 5                                  | 549                                | 716                                | -167                               | 49                                 | 77                                 | -28                                |

### Lliguetes d'ascens
| Semifinals d'ascens | Semifinals d'ascens | Semifinals d'ascens |
| ------------------- | ------------------- | ------------------- |
| Aviron Bayonnais    | 28 – 16             | US Colomiers        |
| Stade aurillacois   | 28 — 13             | Stade montois       |

| Final d'ascens   | Final d'ascens | Final d'ascens    |
| ---------------- | -------------- | ----------------- |
| Aviron Bayonnais | 21 – 16        | Stade aurillacois |

| Campió           |
| ---------------- |
| Aviron Bayonnais |